# Antoine de Krasny Kholm
Pour les articles homonymes, voir Saint Antoine et Kholm (homonymie).
Saint Antoine de Krasny Kholm est un saint orthodoxe du XVe siècle, fêté le 17 janvier.

## Biographie
Sa date et son lieu de naissance sont inconnus. Selon les sources historiques, il fut d'abord Hiéromoine au Monastère de Kirillo-Belozersky dans une première partie de sa vie (il est probable qu'il fut également pendant une période ermite à proximité de ce monastère),.
En 1461, il se rend dans la région de Tver, à proximité de la rivière Mologa, où il tombe malade et est contraint de rester. Un notable de la région dénommé Neledinsky-Meletsky lui offre alors un lopin de terre sur lequel il construit une chapelle et une cellule. À la suite de la découverte en ce lieu d'une icône de Saint Nicolas, un monastère est fondé, autour duquel va progressivement se former une ville, du même nom.
Antoine meurt en 1481.

## Sources
1. 1 2 3  https://www.oca.org/saints/lives/2001/01/17/109026-saint-anthony-of-krasny-kholm
2. 1 2 3  https://drevo-info.ru/articles/4919.html